# Накано, Хироси
Хироси Накано (яп. 中野 紘志; род. 1 декабря 1987, Канадзава) — японский гребец, выступавший за сборную Японии по академической гребле в 2009—2016 годах. Серебряный призёр молодёжного чемпионата мира, победитель и призёр многих регат национального значения, участник летних Олимпийских игр в Рио-де-Жанейро.

## Биография
Хироси Накано родился 1 декабря 1987 года в городе Канадзава префектуры Исикава, Япония.
Заниматься академической греблей начал в 2007 году, состоял в гребной команде Университета Хитоцубаси, где учился на коммерческом факультете, неоднократно принимал участие в различных студенческих регатах. Позже представлял на соревнованиях сталелитейную компанию Nippon Steel & Sumitomo Metal Corporation.
Первого серьёзного успеха на международном уровне добился в сезоне 2009 года, когда вошёл в состав японской национальной сборной и побывал на молодёжном чемпионате мира в Рачице, откуда привёз награду серебряного достоинства, выигранную в зачёте распашных безрульных четвёрок лёгкого веса — в решающем финальном заезде пропустил вперёд только экипаж из Германии.
В 2012 году в лёгких восьмёрках финишировал шестым на взрослом мировом первенстве в Пловдиве.
В 2013 году дебютировал в Кубке мира, в лёгких безрульных четвёрках на этапах в Итоне и Люцерне показал 6 и 14 результаты соответственно. В той же дисциплине занял 16 место на чемпионате мира в Чхунджу.
В 2014 году в лёгких одиночках был тринадцатым на этапе Кубка мира в Люцерне и двенадцатым на мировом первенстве в Амстердаме.
В 2015 году в лёгких парных двойках на этапах Кубка мира в Варезе и Люцерне стал восьмым и двенадцатым соответственно, тогда как на чемпионате мира в Эгбелете занял итоговое 25 место.
Благодаря удачному выступлению на квалификационной регате Азии и Океании удостоился права защищать честь страны на летних Олимпийских играх 2016 года в Рио-де-Жанейро. В программе двоек парных лёгкого веса вместе с напарником Хидэки Омото сумел квалифицироваться лишь в утешительный финал С и расположился в итоговом протоколе соревнований на 15 строке.
После Олимпиады в Рио Накано больше не показывал сколько-нибудь значимых результатов в академической гребле на международной арене.